# Zodariellum sungar
Zodariellum sungar är en spindelart som först beskrevs av Rudy Jocqué 1991.  Zodariellum sungar ingår i släktet Zodariellum och familjen Zodariidae.
Artens utbredningsområde är Irak. Inga underarter finns listade i Catalogue of Life.